# Waiting for Herb
Waiting for Herb è il sesto album studio del gruppo celtic rock irlandese The Pogues, il primo senza l'ex-frontman Shane MacGowan, pubblicato nel 1993 da Warner Music.

## Tracce
1. Tuesday Morning - 3:30 (Stacy)
2. Smell of Petroleum - 3:13 (Jem Finer)
3. Haunting - 4:04 (Terry Woods)
4. Once Upon a Time - 3:55 (Finer)
5. Sitting on Top of the World - 3:37(Fearnley, Finer, Woods)
6. Drunken Boat - 6:38 (Fearnley)
7. Big City - 2:41 (Hunt)
8. Girl from the Wadi Hammamat - 4:53 (Finer, Ranken)
9. Modern World - 3:55 (Hunt)
10. Pachinko - 3:09 (Finer)
11. My Baby's Gone - 2:24 (Finer, Ranken)
12. Small Hours - 4:31 (Finer)

### Bonus track (ristampa2004)[2]
1. First Day of Forever (Chevron)
2. Train Kept Rolling on (Ranken)
3. Paris St. Germaine (Stacy/Woods)

### Bonus track (Giappone)[3]
1. First Day of Forever (Chevron)
2. Train Kept Rolling on (Ranken)
3. Paris St. Germaine (Stacy/Woods)

## Classifiche singoli[4]
| Singolo         | Classifica         | Posizione |
| --------------- | ------------------ | --------- |
| Tuesday Morning | Modern Rock Tracks | 11        |

## Formazione[5]
- Spider Stacy - voce
- Jem Finer - banjo, chitarra, sassofono contralto, hurdygurdy, voce d'accompagnamento
- James Fearnley -  chitarra, banjo, dulcimer, clarinetto, pianoforte, armonica a bocca, accordion
- Terry Woods - banjo, mandolino, chitarra, cittern, voce d'accompagnamento, concertina, bazouki
- Philip Chevron - chitarra, voce d'accompagnamento
- Darryl Hunt - basso, voce d'accompagnamento
- Andrew Ranken - batteria
- David Coulter - percussioni, ukulele, foghorn
- James Pinker - percussioni
- Debsey Wykes - voce
- Michael Brook - chitarra, tastiere, produttore, ingegneria del suono, missaggio
- Richard Evans - missaggio, ingegneria del suono
- Nick Robins - ingegneria del suono
- Tony Cousins - mastering
- Russel Kearney - assistente all'ingegneria del suono
- Hijaz Mustapha - corde